# Bilacunaria
Bilacunaria är ett släkte i familjen flockblommiga växter. Dess arter förekommer i västra Asien och i Kaukasus.

## Arter
Enligt Plants of the World Online har släktet sex accepterade arter:
- Bilacunaria aksekiensis A.Duran & B.Doğan
- Bilacunaria anatolica A.Duran
- Bilacunaria boissieri (Reut. & Hausskn. ex Boiss.) Pimenov & V.N.Tikhom.
- Bilacunaria caspica (DC.) Pimenov & V.N.Tikhom.
- Bilacunaria microcarpos (M.Bieb.) Pimenov & V.N.Tikhom.
- Bilacunaria scabra (Fenzl) Pimenov & V.N.Tikhom.